# 스엘렉트론
스엘렉트론(Selectron)은 전자의 초대칭짝으로 보손이다.